# Лі Хунся
Лі Хунся (10 вересня 1986) — китайська хокеїстка на траві.
Срібна призерка Олімпійських Ігор 2008 року, учасниця 2012, 2016 років.
Переможниця Азійських ігор 2006, 2010 років, срібна призерка 2014 року.
Чемпіонка Азії 2009 року, бронзова призерка 2007 року.
Срібна призерка Азійського Трофею чемпіонів 2011 року.